# Ozero Lomysj
Ozero Lomysj (ryska: Озеро Ломыш) är en korvsjö i Belarus.   Den ligger i voblasten Homels voblast, i den sydöstra delen av landet, 270 km sydost om huvudstaden Minsk. Ozero Lomysj ligger 110 meter över havet.
I omgivningarna runt Ozero Lomysj växer i huvudsak blandskog. Runt Ozero Lomysj är det mycket glesbefolkat, med 6 invånare per kvadratkilometer.